# Panzerchrist
Panzerchrist er et black metal/death metal-band fra Aarhus i Danmark, stiftet i 1993.

## Medlemmer
- Søren "Sindssyg" Tintin Lønholdt - Vokal
- Nils Petersen - Gitar
- Michael "Panzergeneral" Enevoldsen - Bass
- Simon Schilling - trommer

## Udgivelser
- Forever Panzer - demo (1995)
- Six Seconds Kill (1996)
- Outpost Fort Europa (1998)
- Soul Collector (2000)
- Room Service (2003)
- Battalion Beast (2006)
- Bello (2007)
- Himmelfahrtskommando - opsamlingsalbum (2008)
- Regiment Ragnarok (2011)
- 7th Offensive (2013)